# Epanalepsis
Epanalepsis (från grekiskans ἐπανάληψις, 'upprepning') är en retorisk stilfigur, där samma ord eller fras både inleder och avslutar samma eller nästkommande sats.
Epanalepsis ger vid användning en rytmisk karaktär till texten/talet. Stilfiguren kan även vara strategiskt smart att använda då man ges möjlighet att placera viktiga ord, fraser eller uttryck i både början och i slutet av en mening eller sats, och det är i regel just inledningen och avslutningen från ett tal eller text som vi minns bäst.
Epanalepsis kan dock även förekomma mitt i en sats, samt att det upprepade ordet (eller frasen) inte behöver vara just det inledande, exempelvis "He smiled the most exquisite smile, veiled by memory, tinged by dreams" – Virginia Woolf
Det upprepade ordet eller frasen behöver inte heller vara identisk, exempelvis "No matter where I end up, I never seem to feel any different or any better—no matter where I land."

## Exempel
- Våld leder till våld.
- Ingenting kommer av ingenting. – William Shakespeare
- Mankind must put an end to war – or war will put an end to mankind. – John F. Kennedy (vilket också utgör exempel på stilfiguren kiasm)